# Брюннов, Франц
Франц Фридрих Эрнст Брюннов (нем. Franz Friedrich Ernst Brünnow; 18 ноября 1821 — 20 августа 1891) — немецкий астроном, доктор наук.

## Биография
Изучал математику, физику и астрономию в Берлинском университете, где получил докторскую степень в 1843 году за работу De attractione moleculari. Ученик Генриха Вильгельма Дове.
Затем работал в Берлинской обсерватории под руководством Иоганна Энке.
В 1847—1851 руководил Дюссельдорфской обсерваторией.
В 1851 году вернулся в качестве главного научного сотрудника в Берлинской обсерватории.
В 1854 Брюннов был приглашён в США в Анн-Арбор (штат Мичиган), где стал директором вновь построенной Детройтской обсерватории и преподавал в Мичиганском университете.
После работы в Анн-Арборе был заместителем директора в Олбани, в 1859—1860 — Обсерватории Дадли в Скенектади, штат Нью-Йорк, США.
Помещал статьи в журнале «Astronomical Notices».
В 1863 вернулся в Европу и с 1866 по 1874 работал королевским астрономом в Ирландии, сменив на этом посту сэра Уильяма Роуэна Гамильтона, и профессором астрономии в Тринити-колледже в Дублине, руководил местной обсерваторией.
В 1874 году вышел в отставку. Умер 20 августа 1891 года в Хайдельберге.

## Избранные труды
- «Учебник сферической астрономии». Санкт-Петербург: тип. В. Безобразова и Комп., 1872—1873.
- «Mémoire sur la comète elliptique de De Vico» (1849)
- «Lehrbuch der spharischen Astronomie», 1851.
- «Lehrbuch Kartenentwurfslehre», ок. 1870